# Forschungsbrauerei Weihenstephan

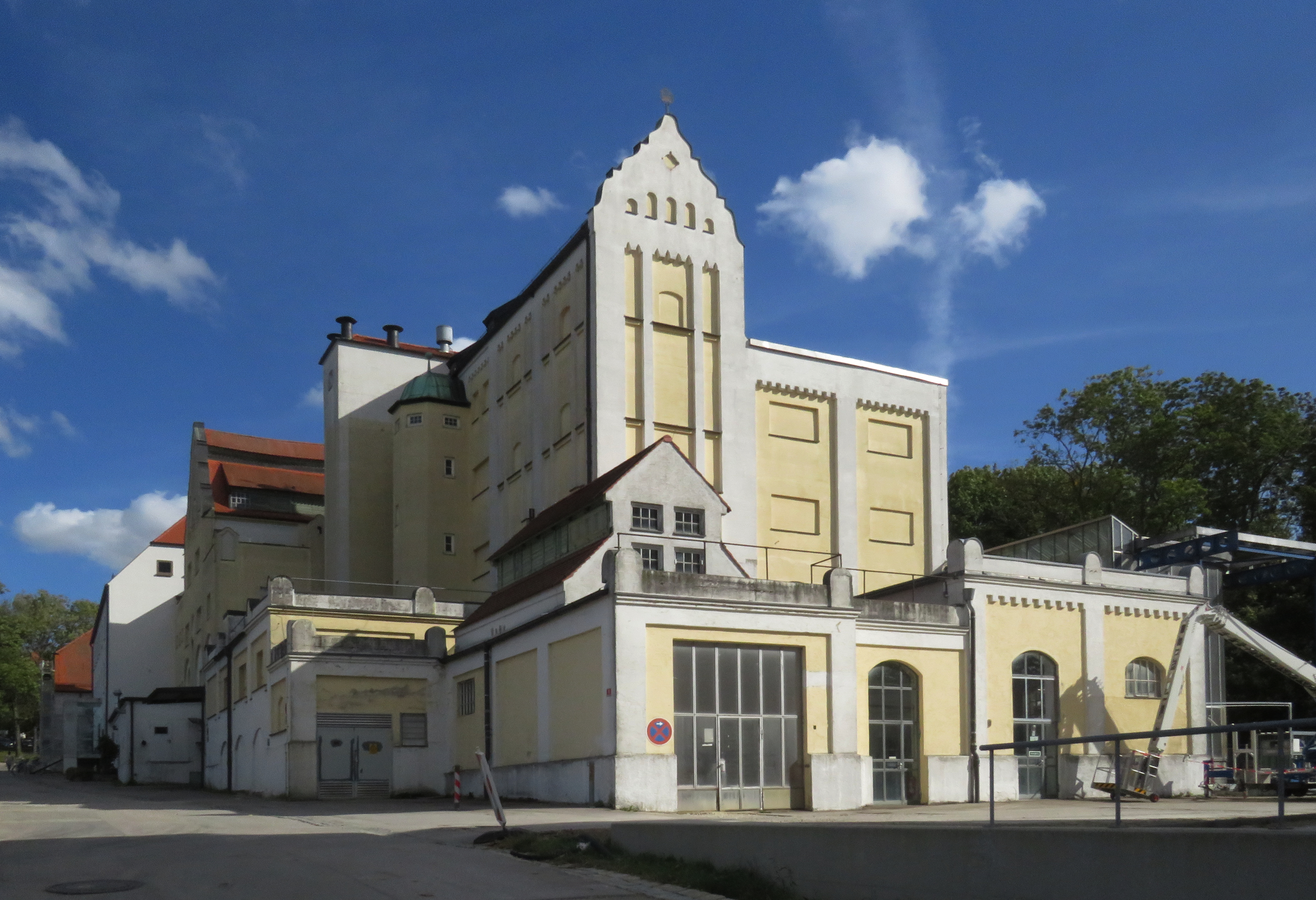
Forschungsbrauerei Weihenstephan

Die Forschungsbrauerei Weihenstephan (ehemals Bayerische Versuchs- und Lehrbrauerei) ist eine funktionsfähige Brauerei, die dem Lehrstuhl für Brau- und Getränketechnologie der Technischen Universität München als Lehr- und Forschungseinrichtung zur Verfügung steht.
Die Forschungsbrauerei Weihenstephan ist nicht zu verwechseln mit der nach privatwirtschaftlichen Maßstäben geführten Bayerischen Staatsbrauerei Weihenstephan, deren Gebäude sich wenige hundert Meter entfernt befinden.

## Geschichte

### Die Anfänge
Zwischen den Jahren 1902 und 1904 wurde das damalige Gebäude der Bayerischen Lehr- und Versuchsbrauerei errichtet. Nach verschiedenen Schwierigkeiten konnte die Brauerei dann schließlich 1906 ihren Betrieb aufnehmen.
Im Jahr 1927 bewogen ein geringer Ausstoß und permanente Etatnöte den damaligen Chef Hans Leberle, eine Lizenz über ein hochgespundenes filtriertes Weizenbier zu übernehmen, das Bier in der Brauerei herzustellen und über die Bayerische Staatsbrauerei zu vertreiben.

### Neugestaltung
Im Jahr 2006 wurde die Versuchs- und Forschungsbrauerei des Wissenschaftszentrums Weihenstephan der TU München im 100. Jahr ihres Bestehens auf dem Campus Freising-Weihenstephan komplett neu aufgebaut. Am 28. März 2006 wurde die neue Anlage der Forschungsbrauerei unter Teilnahme des TUM-Präsidenten Wolfgang A. Herrmann, dem Oberbürgermeister von Freising Dieter Thalhammer, dem Ordinarius des Lehrstuhl für Technologie der Brauerei I Werner Back und seinem Vorgänger Ludwig Narziß feierlich eingeweiht.

## Liste der Braumeister
Die Leitung der Lehr- und Versuchsbrauerei obliegt dem Ordinarius des Lehrstuhls für Brau- und Getränketechnologie. Eine weitere wichtige Position ist die des Lehrbraumeisters, der mittlerweile alle organisatorischen Aufgaben rund um die Brauerei erledigt. Dieses Amt hatten mittlerweile sieben Personen seit der Entstehung inne.
- Wilhelm Kratz (1913–1951)
- Otto Maurer (1951–1975)
- Werner Röttger (1975–1976)
- Udo Kattein (1976–2010)
- Florian Schüll (2010–2015)
- Johannes Tippmann (2015–2018)
- Christoph Neugrodda (seit 2018)